# Ritratto di Lucrezia Panciatichi

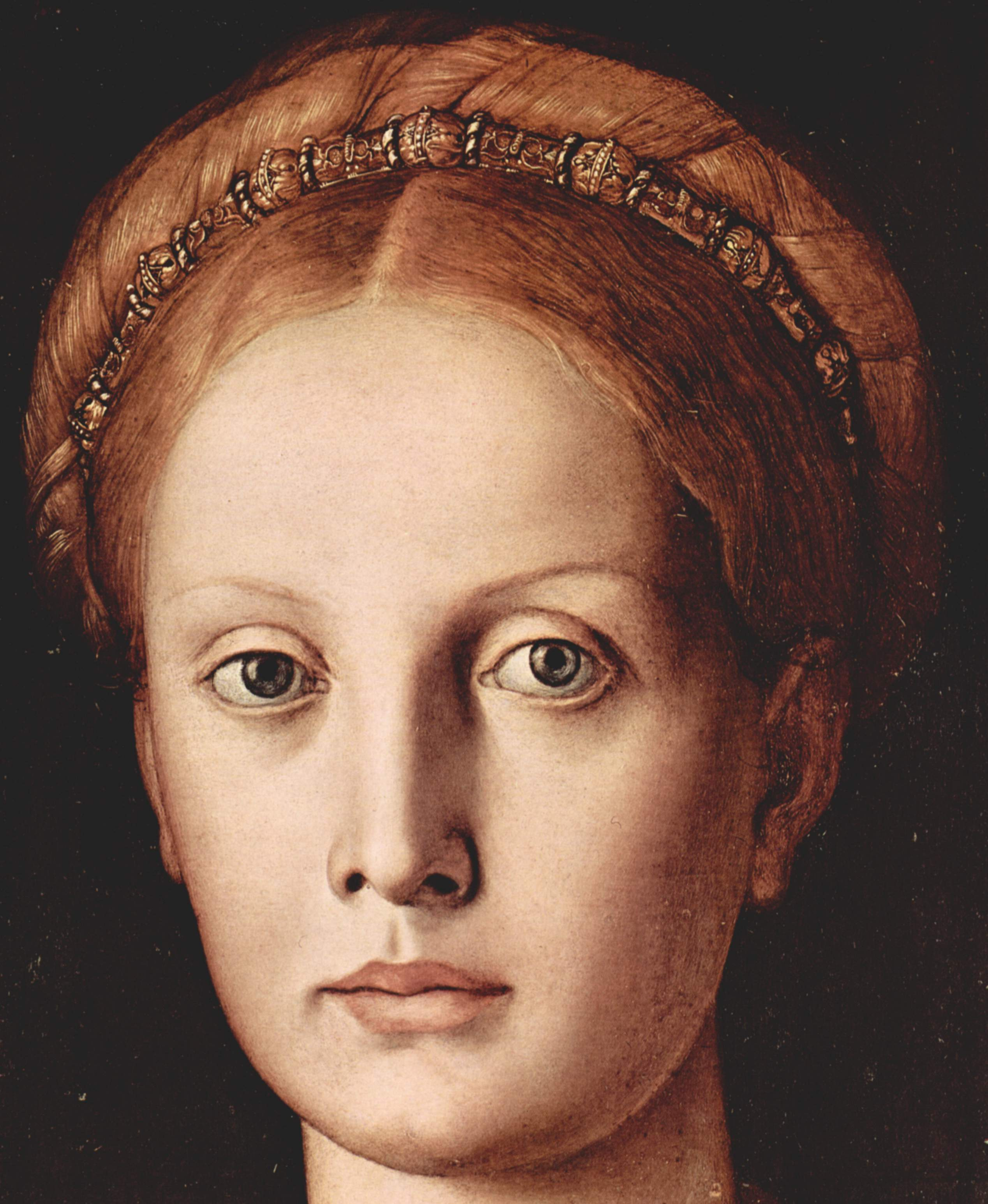
Dettaglio del volto di Lucrezia Panciatichi

Il Ritratto di Lucrezia Panciatichi è un dipinto a olio su tavola (104x84 cm) di Agnolo Bronzino, databile al 1541 circa e conservato negli Uffizi di Firenze.

## Storia
Vasari lodò i ritratti dei coniugi Panciatichi eseguiti da Bronzino come "tanto naturali che paiono vivi veramente, e che non manchi loro se non lo spirito". L'occasione della commissione è forse legata all'ingresso di Bartolomeo Panciatichi, marito di Lucrezia (Lucrezia di Gismondo Pucci) e Cameriere di Cosimo I, nell'Accademia fiorentina, nel 1541.
I due dipinti, assieme a due Madonne dello stesso autore (una è la Sacra Famiglia Panciatichi pure agli Uffizi), furono visti da Vincenzo Borghini nel 1584 in casa del figlio della coppia, Carlo, Cameriere di Francesco I.
Lo sguardo apparentemente malinconico della donna ha ispirato Vernon Lee e Henry James. A lungo esposto nel cuore del museo (la Tribuna), a partire dal 2012 è collocato nelle sale rosse dei Nuovi Uffizi.

## Descrizione e stile
La donna è rappresentata con un sontuoso vestito rosso, ornato da pizzi nella parte superiore e da una cintura con pietre preziose. Le maniche hanno un gonfio sbuffo arricciato nella parte superiore e in quella inferiore sono invece aderenti e, come di consueto, estraibili, tenute da lacci .
Indossa inoltre due collane: una di queste reca la scritta amour dure sans fin, le cui parole si rincorrono in maniera che possono essere lette da una parte all'altra, senza interruzioni, amplificando il significato di continuità del motto. Dure sans fin amour e Sans fin amour dure sono infatti altrettanto significative.